# Física óptica
La física óptica,,, o ciencia óptica, es un subcampo de la física atómica, molecular y óptica. Es el estudio de la generación de la radiación electromagnética, las propiedades de esa radiación, y la interacción de esa radiación con la materia, especialmente su manipulación y control. Se diferencia de la óptica general y de la ingeniería óptica en que está enfocada en el descubrimiento y aplicación de nuevos fenómenos. No hay una diferencia relevante, sin embargo, entre la física óptica, y la óptica aplicada, dado que los dispositivos de la ingeniería óptica y los usos de la óptica aplicada son necesarios para realizar investigación básica en la física óptica, y esa investigación conduce al desarrollo de nuevos dispositivos y aplicaciones. A menudo las mismas personas intervienen en el desarrollo de la investigación básica y de la tecnología aplicada.
Los investigadores que suponen, basados en la física óptica utilizan y desarrollan fuentes de luz que abarcan todo el espectro electromagnético desde las microondas hasta los rayos X. El campo incluye la generación y detección de la luz, procesos lineales y no lineales, y la espectroscopia. Los láser y la espectroscopia láser han transformado la ciencia óptica. Un importante campo de estudio de la física óptica es la óptica cuántica y la luz coherente, y la óptica de los femtosegundos.
La física óptica, también se ocupa de brindar apoyo en áreas tales como la respuesta no lineal de átomos aislados a campos electromagnéticos breves intensos, la interacción átomo-cavidad en campos intensos, y las propiedades cuánticas del campo electromagnético. Otras áreas de investigación importantes incluyen el desarrollo de las nuevas técnicas ópticas para mediciones en nanotecnología óptica, óptica difractiva, interferometría de baja coherencia, tomografía por coherencia óptica y la microscopía de campo cercano.
La investigación en la física óptica pone énfasis en la ciencia y tecnología óptica de alta velocidad. Las aplicaciones de la física óptica crean avances en el ámbito de las telecomunicaciones, medicina, la fabricación de alimentos, e incluso entretenimiento.